# John Hellström

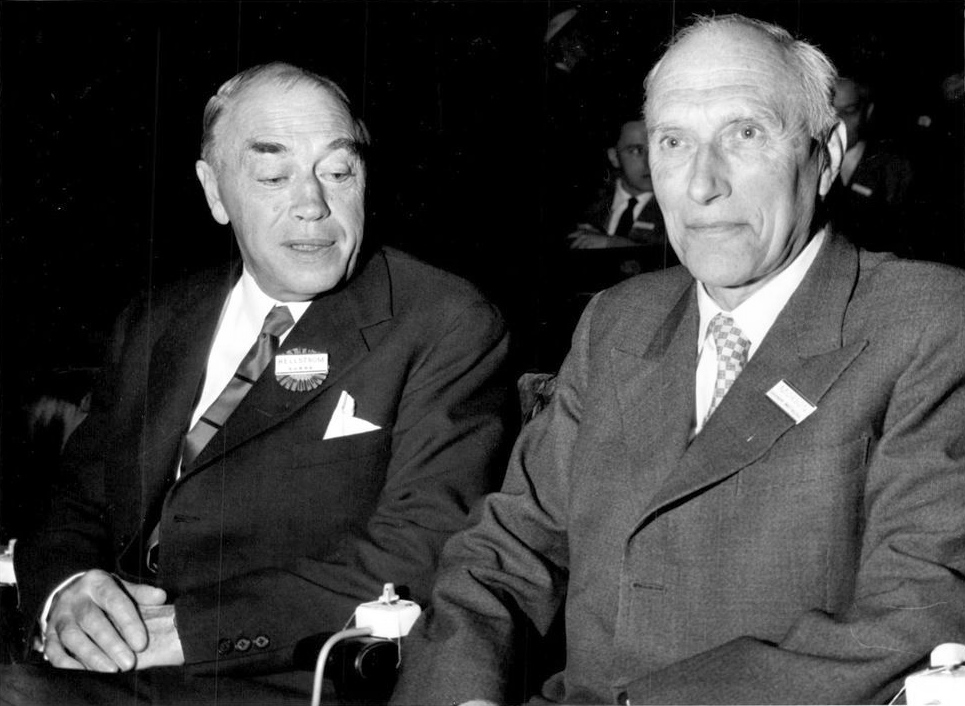
John Hellström (till vänster) på urologkongressen i Konsterthuset 1958.

John Gustav Leonard Hellström, född 25 juni 1890 i Katrineholm, död 1 november 1965 i Stockholm, var en svensk läkare. 
Hellström blev medicine licentiat i Stockholm 1917, medicine doktor 1924, docent i kirurgi vid Karolinska institutet 1927 och var professor i kirurgi där 1939–1958 samt överläkare vid kirurgiska kliniken på Karolinska sjukhuset 1940–1958. Han var hedersledamot och ledamot av ett flertal svenska och utländska medicinska sällskap. Han författade skrifter i urologi och kirurgi samt var huvudredaktör för Acta chirurgica Scandinavica 1954–1965. 
En av Hellströms operationer, som ingalunda var störst men fick största mediala uppmärksamheten, var när han på Karolinska, våren 1942, opererade kung Gustav V. Utskriven från sjukhuset vårdades kungen sedan på Drottningholm av sköterskan Karin Jenner, en dotter till Göteborgs dåtida radiochef. Hon fick omdömesfullt besvara åtskilliga pressfrågor om såväl patienten som kirurgiprofessorn. 
Han gifte sig första gången 1918 med Lisa Claréus (1890–1946), dotter till godsförvaltaren Knut Claréus (1856–1933) och Julie von Düben (1858–1931), och andra gången 1948 med Sonja Staaff (1896–1971), dotter till lappfogden Abraham Staaff och Maria Nordin. Hans enda barn, dottern Marianne Hellström (1919–2016), blev avdelningsdirektör vid Statens pris- och kartellnämnd samt var gift med statistikern Leif Björk och sedan med professor Guy Arvidsson.